# Jörg Meerpohl
Jörg Johannes Meerpohl (* 1973) ist ein deutscher Kinder- und Jugendmediziner und Forscher auf dem Gebiet der Evidenzbasierten Gesundheitsversorgung. Seit 2018 ist er Professor für Evidenz in der Medizin an der Universität Freiburg im Breisgau und Direktor von Cochrane Deutschland.

## Werdegang
Jörg J. Meerpohl wurde in Freiburg im Breisgau im Jahr 2000 zum Dr. med. promoviert und habilitierte sich dort 2015 mit der Arbeit Wissenschaftliche Publikationspraxis in der klinischen Medizin : Wissenstransfer als Voraussetzung für evidenzbasierte Medizin.
Von 1999 bis 2012 war er Arzt am Zentrum für Kinderheilkunde und Jugendmedizin Freiburg. 2005 erhielt er die Anerkennung als Facharzt für Kinderheilkunde und Jugendmedizin und 2008 für den Schwerpunkt Pädiatrische Hämatologie und Onkologie. Meerpohl war ab 2011 Stellvertretender Direktor des Deutschen Cochrane Zentrums und ab 2015 Co-Direktor von Cochrane Deutschland – gemeinsam mit Gerd Antes. 2018 wurde er auf die Professur für Evidenz in der Medizin in Freiburg berufen und zum Direktor des Instituts für Evidenz in der Medizin sowie zum Wissenschaftlichen Vorstand der Cochrane Deutschland Stiftung ernannt.
Jörg Meerpohl ist seit 2017 Mitglied der Ständigen Impfkommission (STIKO).